# Lichtenštejnský palác (Malostranské náměstí)
Lichtenštejnský palác je klasicistní stavba, která se nachází na adrese Malostranské náměstí 258/13, na Malé Straně v Praze. Palác je chráněn jako kulturní památka. Hmota paláce zaujímá celou západní frontu náměstí. Palác je stavebně i komunikačně spojený se sousedním Hartigovským palácem – v Lichtenštejnském paláci sídlí Hudební a taneční fakulta Akademie múzických umění, zatímco v sousedním Hartigovském paláci sídlí vedení Akademie múzických umění v Praze.

## Popis a historie

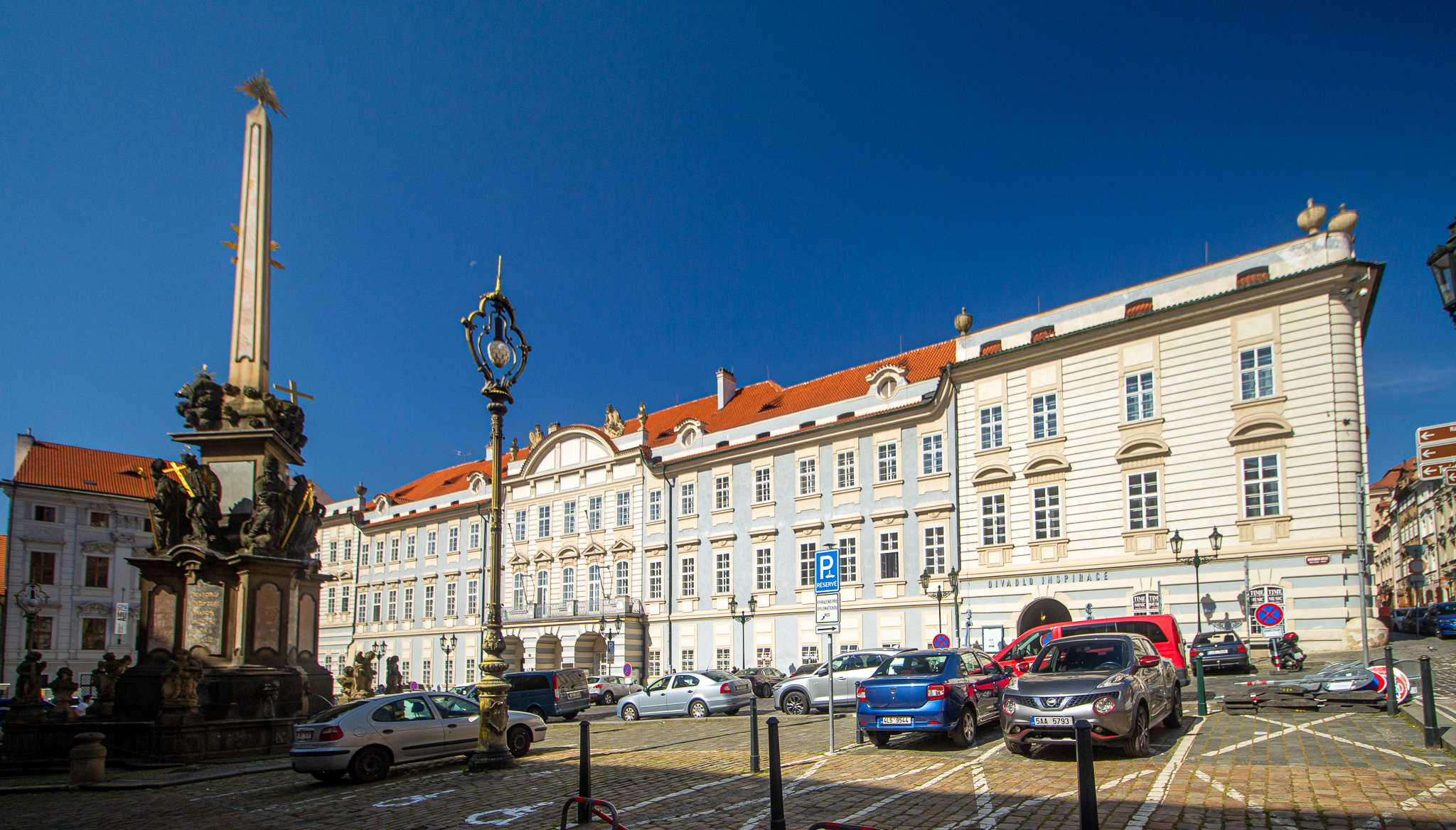
Lichtenštejnský palác

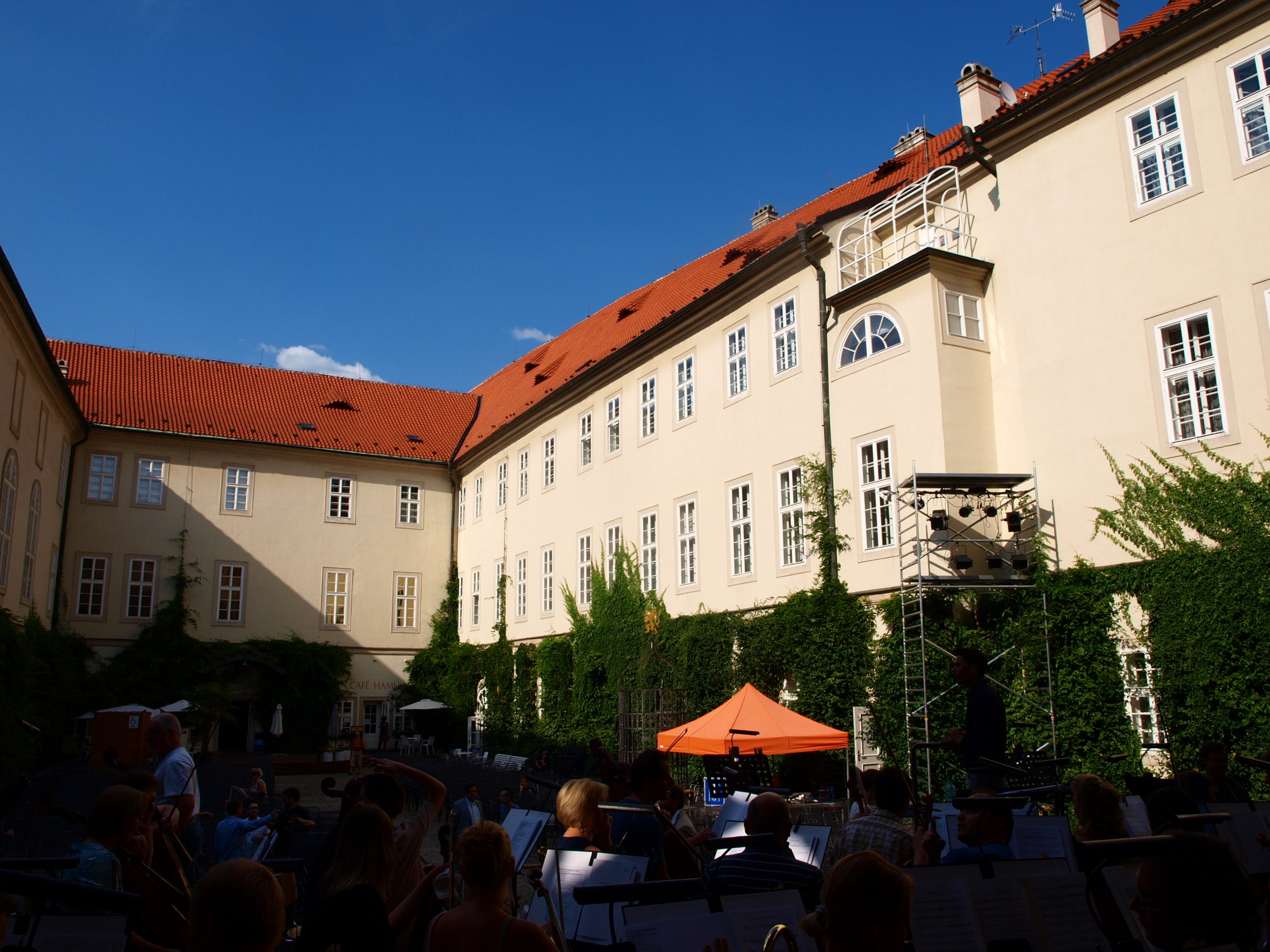
Nádvoří paláce slouží jako letní scéna pro koncerty i operní představení

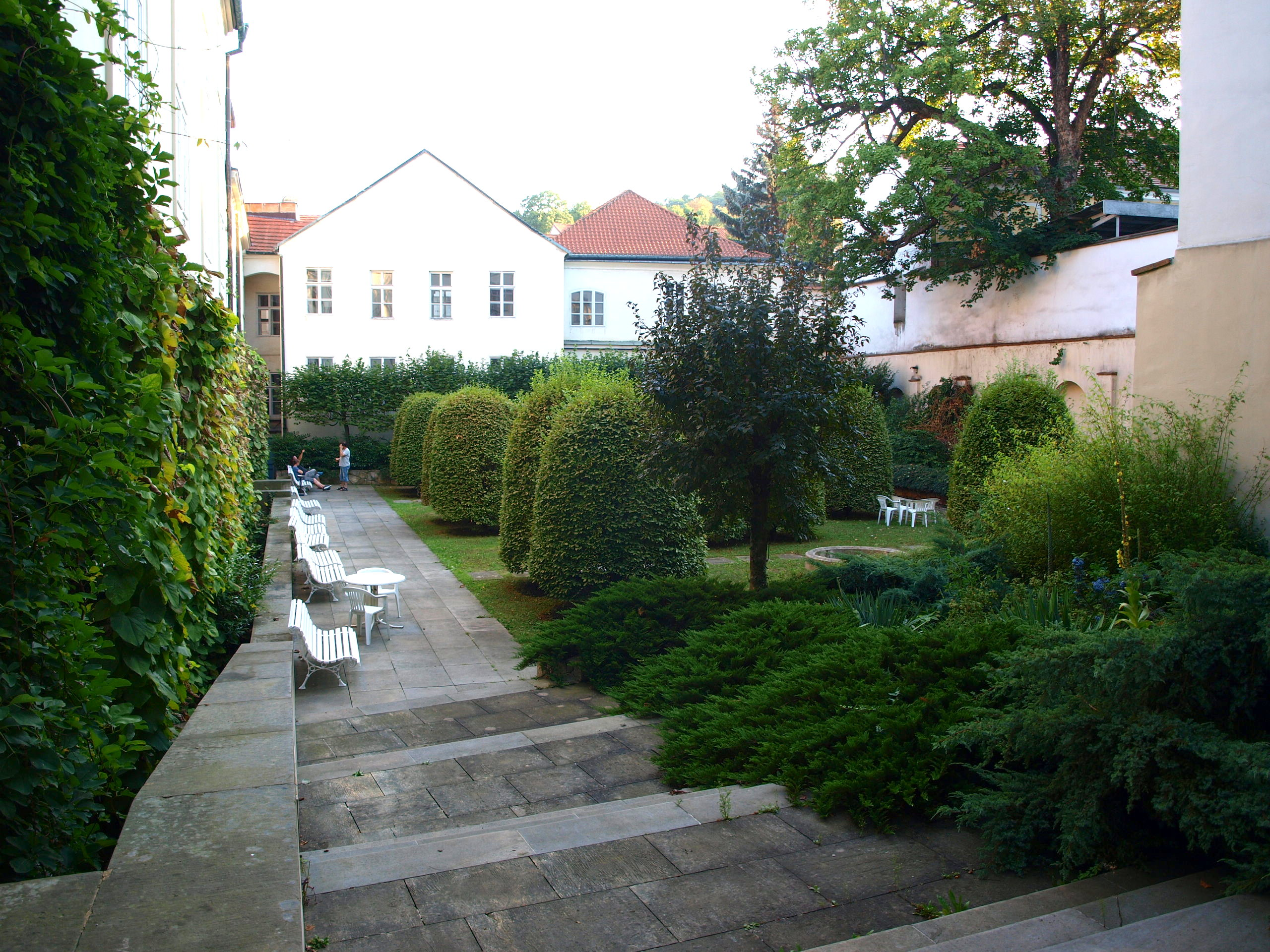
Zahrada v zadní části paláce

Dvoupatrové průčelí obrácené na východ do horní, západní části Malostranského náměstí je mohutná symetrická palácová architektura. Zvýrazněna je zejména střední pětiosá část. Půdorys paláce částečně respektuje dispozici původních samostatných domů. Jednotlivá křídla paláce obklopují jedno větší a jedno malé nádvoří, na západní křídlo navazuje zahrada ohraničená na severu domem č.p. 257 (U Kominíčka).
Na místě dnešního paláce na začátku 15. století stávalo pět domů, jejichž vlastníkem se v letech 1622–1623 stal kníže Karel I. z Lichtenštejna, kterého císař Ferdinand II. po bitvě na Bílé hoře jmenoval českým královským místodržitelem a pověřil ho vyšetřováním a potrestáním vůdců stavovského povstání. Ten dal postupně jednotlivé domy architektonicky sjednotit do paláce s dvorem a zahradou. Po jeho smrti v roce 1627 jej nadále obývala rodina Lichtenštejnů, v 70. letech 17. století dala palác zbarokovat podle projektu architekta Jana Jiřího Aichbauera. 
V letech 1742–1791 Lichtenštejnové areál pronajali poštovnímu úřadu. Až do roku 1753 tu byla jediná sběrna poštovních zásilek v Praze.
U příležitosti korunovace Leopolda II. českým králem v roce 1791 se Alois Josef z Lichtenštejna rozhodl palác přestavět. Tak vzniklo dnešní klasicistní průčelí; autorem přestavby byl architekt Matyáš Hummel. Tehdy tu vzniklo i monumentální schodiště a rozlehlý sál s klasicistním dekorem. V letech 1811–1826 bydlel v paláci Josef Dobrovský.
V roce 1825 se palác stal majetkem Ledebourů, kteří nechali přestavět nárožní část paláce (stavitel Kašpar Předák); palác byl proto někdy označován i jako Ledebourský palác. V letech 1829, 1831 a 1836 se tu konaly výstavy průmyslových výrobků.
V roce 1848 se v paláci usídlilo vojsko, kterému byl objekt o dva roky později prodán. V rukou různých armád pak palác zůstal ještě poměrně dlouho. Své velitelství zde měli zemští velitelé Českého království, poté v budově sídlilo do roku 1918 velitelství VIII. armádního sboru. Po vzniku Československa zde došlo ke zřízení Zemského vojenského velitelství.
Za druhé světové války zde bylo německé vojenské velitelství. Po roce 1960 se objekt stal dislokovaným sídlem Vysoké školy politické ÚV KSČ. V té době klasicistní sál sloužil jako jídelna s vestavěnou výdejnou jídel. Na konci 80. let bylo rozhodnuto o rekonstrukci pro potřeby Hudební fakulty AMU, která započala na konci května 1991. Tento zásah byl nejen rekonstrukcí, ale zároveň přeměnou na jednolitý palác.
Dobu někdejšího majitele paláce Karla z Lichtenštejna připomíná 27 hlav na 27 kovových patnících u obrubníku chodníku, dílo akademického sochaře Karla Nepraše.
V pravé části paláce se nachází scéna divadla Inspirace studentů HAMU.